# Imigrasi Permu
Imigrasi Permu is een bestuurslaag in het regentschap Kepahiang van de provincie Bengkulu, Indonesië. Imigrasi Permu telt 1106 inwoners (volkstelling 2010).